# Rhipicephalus sanguineus
La Rhipicephalus sanguineus, comunament anomenada paparra marró del gos, és una espècie de paparra que es troba a tot el món, però més comunament en climes més càlids. Aquesta espècie és inusual entre les paparres, ja que tot el seu cicle de vida es pot completar a l'interior. La paparra marró del gos es reconeix fàcilment pel seu color marró vermellós, la forma del cos allargada i els capítols de base hexagonal (superfície plana on s'uneixen les peces bucals). Els adults mesuren de 2,28 a 3,18 mm de llargada i d'1,11 a 1,68 mm d'amplada. No tenen ornamentació a l'esquena.